# Гаврилова, Людмила Михайловна
Людмила Михайловна Гаврилова (род. 20 октября 1956, Сюльдикасы, Ядринский район, Чувашская АССР, РСФСР, СССР) — российский историк, доктор исторических наук (2001), доцент; специалист в области фалеристики и медальерного искусства. Заведующая музеем «Оружейная палата» (с 2020) Государственного историко-культурного музея-заповедника «Московский Кремль».

## Биография

### Происхождение
Людмила Гаврилова родилась 20 октября 1956 года в селе Сюльдикасы Ядринского района Чувашской АССР в чувашской учительской семье; отец — Гаврилов Михаил Яковлевич — в это время был директором средней школы в соседнем селе Юваново.
Училась в школах сёл Моргауши и Юнга Моргаушского района. С 1969 года — после перевода отца директором школы в село Шоршелы Мариинско-Посадского района Чувашской АССР — училась Шоршелской средней школе. Была пионеркой, в восьмом классе вступила в комсомол.
С 1972 года по 1978 год училась на историко-филологическом факультете Чувашского государственного университета имени И. Н. Ульянова, который окончила с отличием, получив специальность «историк, преподаватель истории». С 1978 года работала учителем истории в Шоршелской средней школе, а также старшим научным сотрудником в Шоршелском музее космонавтики, который был основан её отцом в 1972 году.
В декабре 1980 года поступила в очную аспирантуру при кафедре дореволюционной русской истории исторического факультета Ленинградского государственного университета имени А. А. Жданова. Была ученицей историка профессора А. Л. Шапиро, который предложил изучить работы императрицы Екатерины II по истории России. Консультировалась у историков Ю. А. Лимонова, Г. Л. Соболева. В 1983 году окончила аспирантуру, защитив кандидатскую диссертацию на тему «Идеи „просвещённого“ абсолютизма в русской официальной истории второй половины XVIII века».

### Профессиональная деятельность
Работала старшим научным сотрудником отдела истории Научно-исследовательского института языка, литературы, истории и экономики при Совете министров Чувашской АССР; доцентом кафедры региональной истории Чувашского государственного университета имени И. Н. Ульянова.
В 1996 году переехала в Москву к мужу В. Н. Викторову, который в 1996 году был назначен на должность заместителя руководителя Администрации президента Российской Федерации. С 1997 года Л. М. Гаврилова — старший научный сотрудник, заведующая сектором нумизматики «Оружейной палаты» Музеев Московского Кремля.
В 2001 году после изучения медалей, созданных по инициативе Екатерины II, защитила диссертацию по проблемам русской историографии, источниковедения и медальерного искусства второй половины XVIII века, стала доктором исторических наук, защитив докторскую диссертацию на тему «Русская историческая мысль и медальерное искусство во второй половине 18 века».
Работала в Италии (Рим) и на Мальте над выставкой «Сокровища Мальтийского ордена». Более пяти раз посещала Мальту, — сначала для изучения архивов, музейных и частных собраний по подготовке выставки, а затем для участия в выставке, посвящённой 350-летию Великой осады, которая состоялась в 2015 году во Дворце гроссмейстеров Мальтийского ордена.
В 2017 году работала над монографией «Иностранные ордена российских императоров в собрании Музеев Московского Кремля», готовила текст к сдаче в научно-редакционный отдел. В подготовке английской версии монографии участвовала Екатерина Лапиньш, которая перевела текст на английский; а также Стивен Паттерсон из Королевской коллекции Великобритании и Том Бергрот из Канцелярии королевских орденов Швеции, которые стали научными редакторами издания.
В мае 2019 года участвовала в XIII Европейской конференции фалеристических обществ в Вене (Австрия), выступала с докладом о награждениях австрийских монархов российскими орденами. В 2019 году была куратором и комиссаром выставки «За Службу и Храбрость. Награды России» во Владивостоке, была автором издания к выставке.
К 2020 году заведовала сектором фалеристики и русского художественного металла XII—XVII веков. В 2020 году была назначена заведующей научно-хранительским отделом — музеем «Оружейная палата» Музеев Московского Кремля, совмещая эту работу руководством Русским сектором «Оружейной палаты». В подчинении Л. М. Гавриловой около тридцати сотрудников; «Оружейная палата», кроме Русского сектора также состоит из сектора Зарубежного художественного металла, Восточного сектора, сектора Тканей и сектора Оружия.
Л. М. Гаврилова является членом редколлегии «Электронной энциклопедии униформологии и фалеристики». Пишет рецензии на научные каталоги и работы, которые издаются в Оружейной палате и других музеях Москвы и Санкт-Петербурга, выступает оппонентом на защите кандидатских или докторских диссертаций. Состоит в Геральдическом совете города Москвы и является экспертом культурных ценностей министерства культуры Российской Федерации. Является автором более 40 научных работ, в том числе трёх монографий. Главные направления научной деятельности — история исторической науки России XVII века, история России до 1917 года, история медальерного искусства, фалеристика, музееведение.

## Семья и личная жизнь
Отец — Гаврилов Михаил Яковлевич — педагог, учитель истории и директор школы; Заслуженный учитель школы РСФСР (1986); основатель музея космонавтики в селе Шоршелы — родине космонавта А. Г. Николаева.
Муж — Валерьян Николаевич Викторов (род. 1951) — первый заместитель руководителя аппарата Совета Федерации Федерального Собрания Российской Федерации (с 1996 по 2014). Свёкор — Викторов Николай Ипатьевич (1927—2010) — с 1976 по 1988 год работал заместителем председателя Совета министров Чувашской АССР.
В 2017 году посетила Францию, в Париже посетила музей Почётного Легиона, сотрудники которого стали её друзьями с 2011 года.
Портрет Екатерины II со знаком на Георгиевской ленте и звездой кисти Левицкого — любимая картина. Впервые её увидела во дворце Великих магистров в Валлетте на Мальте в 2011 году, когда готовила выставку «Сокровища Мальтийского ордена».
Коллекционированием никогда не занималась. Любит окружать себя дома красивыми художественными произведениями: живописными картинами, мелкой фарфоровой пластикой. Владеет чувашским и английским языками.

## Награды
- Кавалерственная дама Креста и Короны Pro Merito Melitensi — отдельной награды Ордена госпитальеров Св. Иоанна Иерусалимского (Орден учреждён в начале XX века и переводится как За Заслуги перед Мальтийским Орденом. Им награждают лиц любого вероисповедания за определённые достижения и заслуги перед Орденом). Степень награды Л. М. Гавриловой для дам равнозначна командору ордена у мужчин. Награждена за научные открытия в исследовании истории Ордена и усердие, приложенное в подготовке и проведении выставки, посвящённой его истории.

## Труды
- Гаврилова Л. М. Державные кавалеры: Иностранные ордена российских императоров. — М.: Азбука, 2010.
- Гаврилова Л. М. Иностранные ордена Российских императоров в собрании музеев Московского Кремля. — М.: Азбука, 2018.
- Гаврилова Л. М. Орден «Победа» // www.kreml.ru
- Гаврилова Л. М. Подготовка кадров интеллигенции Чувашии в учебных заведениях Казани во второй половине XIX — начале XX в. // Вопросы истории Чувашии периода капитализма. — Чебоксары: НИИЯЛИЭ, 1986.
- Гаврилова Л. М. Учителя средней и начальной школы Чувашии во второй половине XIX — начале XX в. // Социально-экономическое развитие Чувашии в период капитализма. — Чебоксары: ЧНИИ, 1987.
- Гаврилова Л. М. Екатерина II в русской историографии. — Чебоксары: Издательство ЧГУ имени И. Н. Ульянова, 1996;
- Гаврилова Л. М. Русская историческая мысль и медальерное искусство в эпоху Екатерины II. — СПб.:, 2000.